# 2011年7月日本

## 7月1日
- 日本政府為因應福島第一核電廠事故導致電力供應吃緊，根據電氣事業法頒布限制用電令，要求東京電力公司與東北電力公司供電區的大宗用電戶比去年夏天用電少15%，並籲請中小企業、一般家庭用戶用電少15%。這是日本自1974年石油危機後首次發布限制用電令。[1]

## 7月2日
- 東京都知事石原慎太郎與大阪府知事橋下徹在東京都廳開會，就大阪市成為副首都交換意見。[2]

## 7月3日
- 最新公布的2010年國勢調查顯示，日本國內單身戶已達1590萬戶，首度突破整體的30%，於此同時與未婚人數增加的情況相互呼應。由於未婚人士的逐漸高齡化，與單身人士爾後需要接受的照護或生病時該如何因應，將成為國內社會必須面對的課題之ㄧ。中央社

## 7月5日
- 日本的自殺人口已連續13年超過3萬人次，2011年版的「自殺對策白皮書」指出，60至69歲自殺者占18.7%，70至79歲占11.0%，80歲以上占6.9%，老人自殺問題看起來似乎並不嚴重，但其自殺的比率仍然不低。厚生勞動省研究報告指出，憂鬱症是引起高齡老人自殺主因之一。中時[]
- 特務擔當大臣松本龍在7月3日對宮城及岩手縣兩名知事表示「如不提出防災方案，政府將不會支援」，惹起災民不滿，在5日宣佈辭職，由平野達人接替[3]

## 7月11日
- 已拆卸新宿KOMA劇場舊址將會興建31層大廈，將會是東京都最大規則的戲院。[4]

## 7月17日
- 在宮城縣仙台市舉辦的東北六魂祭，由於有26人搬運貨物時中暑，有人提出取消活動的意見。[5]

## 7月18日
- 日本國家女子足球隊在2011年女子世界盃足球賽決賽面對美國隊，在兩度落後下，於120分鐘以2-2平手，在互射12碼階段，日本以3-1勝出，奪得首個女子世界盃冠軍，賽後澤穗希成為最有價值球員。[6]

## 7月20日
- 臺灣行政院衛生署疾病管制局獲自日本國立感染症研究所最新訊息，沖繩縣當地發生10年來最嚴重的紅眼症疫情，近期打算搭遊輪前往沖繩縣那霸、石垣島旅遊的民眾，務必注意雙手清潔，沒事別揉眼，避免產生交互傳染。中央社

## 7月23日
愛知縣以月薪30萬3千日圓招聘在離島工作，目的是挽救地震後旅客減少的危機。主要工作是向離島居民發佈消息。

## 7月24日
- 日本外務大臣松本剛明在法國巴黎向南韓外交通商部長金星煥提出抗議，原因是6月一班大韓航空班機飛往有主權爭議的竹島（韓方稱獨島），南韓方面則要求中止四名自由民主黨黨員前往鬱陵島視察。[8]
- 日本全國的類比電視廣播服務於中午12時（JST）正式終止，全面由數位電視取代。岩手、宮城、福島等3縣則因受東日本大震災影響嚴重而暫緩施行。讀賣新聞SPORTS日本

## 7月27日
- 日圓兌美元匯價偏低，每1美元兌日圓跳穿78水平，挑戰2011年3月17日的今年低位。[9]

## 7月30日
- 日本新潟縣的暴雨，造成三條市五十嵐川防波堤缺裂，縣政府已指示多個市町村居民避難，但證實有1人死亡。[10]

## 7月31日
- 7月31日：自由民主黨政務調查會長石破茂表示將會在眾議會會期結束前再向首相菅直人提出不信任動議。[11]